# Gastruppe
Le truppe tedesche incaricate dell'uso dei gas (Gastruppe) durante la prima guerra mondiale erano speciali unità di pionieri dell'esercito tedesco, che furono addestrate per l'impiego bellico di sostanze chimiche. Dal gennaio 1915 entrarono in azione, sotto la supervisione del premio Nobel Fritz Haber e, dall'estate del 1917, ebbero un ruolo sempre più importante. Oltre alle Gastruppe, specializzate per l'attacco con i gas liberati da bombole, dal maggio 1915, anche alle compagnie di artiglieria utilizzarono proietti da mortaio e granate caricati con agenti chimici tossici, estendendo l'uso delle armi chimiche a truppe non specializzate. Nel 1918, un terzo dei proietti d'artiglieria impiegati era caricato con agenti chimici. Tuttavia ci sono evidenze che la percentuale possa essere più alta.

## Storia

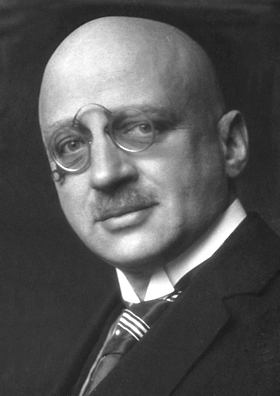
Fritz Haber, 1918

La prima unità speciale tedesca per l'uso bellico dei gas fu creata fin dall'inizio del gennaio 1915, dopo che una proposta per l'utilizzo del cloro come arma chimica era stata approvata dal capo di stato maggiore generale, Erich von Falkenhayn.
I soldati assegnati alle Gastruppe vennero addestrati secondo le disposizioni e la supervisione del Chefkriegschemikers (capo della guerra chimica), il professor Fritz Haber del Kaiser Wilhelm Institute, alla tecnica dell'impiego degli agenti chimici e alla tattica dell'attacco con i gas, compresa la scelta del momento dell'attacco tenendo conto delle condizioni meteorologiche, dell'orografia dei terreni e della concentrazione di gas richiesta per ottenere gli effetti voluti.
L'utilizzo dei gas era visto da Haber come soluzione allo stallo in cui si trovava il fronte occidentale, un mezzo per fare breccia nelle difese avversarie e superarle senza subire ingenti perdite.

## Tattiche d'impiego
Per utilizzare il cloro come mezzo bellico Haber propose di creare una nube che venisse portata dal vento verso le posizioni nemiche; nelle trincee avanzate veniva installato un adeguato numero di bombole contenenti cloro liquefatto, che in opportune condizioni meteorologiche venivano aperte all'unisono dalle Gastruppe, provviste di adeguate protezioni per il compito, formando così un'estesa nube che il vento avrebbe dovuto portare verso le trincee avversarie.
Inizialmente, in base alle proposte di Haber, fu utilizzato il cloro, abbondante sottoprodotto della sintesi della soda caustica. Era tatticamente vantaggioso data la sua densità, di 2,5 volte superiore dell'aria, e alla possibilità di trasportarlo facilmente in forma liquida in contenitori pressurizzati; inoltre le nubi non si disperdevano velocemente e rimanevano aderenti al suolo, penetrando nelle trincee e nei ridotti sotterranei.
Un altro vantaggio del cloro liquefatto è che non corrode i contenitori in acciaio, infatti si utilizzarono inizialmente le bombole per il biossido di carbonio. Successivamente le bombole per il cloro furono rivestite con piombo per maggiore sicurezza. Le bombole erano dotate di una valvola che scaricava in un tubo di piombo, e affinché la fuoriuscita di gas dalla bombola fosse più veloce, il cloro veniva compresso a 120 atmosfere.
Una volta che la valvola veniva aperta, la bombola si svuotava in 2 o 3 minuti immettendo l'agente chimico nell'ambiente. Inizialmente le bombole venivano riempite direttamente nelle fabbriche chimiche, successivamente vennero allestiti 40 camion equipaggiati a questo scopo, affidati alle unità del genio incaricate degli attacchi.
Una volta riempite le bombole di gas cloro liquido, queste venivano trasportate tramite ferrovia e poi su carro sino alla prima linea. Per evitare rumori metallici rivelatori dell'installazione le bombole venivano avvolte nella paglia. Le bombole venivano appoggiate verticalmente alla parete esterna della trincea e coperte da sacchi di sabbia, mentre un lungo tubo di piombo portava il gas oltre il bordo della trincea, diretto contro il nemico. Queste attività venivano monitorate dai Frontbeobachtern (ispettori del fronte), tecnici cui Haber aveva affidato il controllo delle attività delle Gastruppe. Essi dovevano prima esaminare le condizioni locali per le possibilità di utilizzo di gas di cloro e guidare l'installazione delle bombole. Durante l'attacco dovevano misurare le concentrazioni di gas ottenute e assicurare che un eventuale salto di vento improvviso non ponesse a rischio le proprie truppe. Il comando delle Gastruppe rimaneva, comunque, in mano agli ufficiali di truppa.
Prima di dare corso a un attacco col gas, il comando congiunto delle Gastruppen doveva prendere in considerazione due parametri importanti: il tempo e la morfologia del terreno.

### Le condizioni meteorologiche
Per un attacco con gas emesso da bombole, la velocità del vento non doveva essere superiore a 3 m/s, altrimenti la nube di gas generato veniva dispersa troppo velocemente; d'altra parte, non poteva essere inferiore a 1,5 m/s, per non incorrere nel rischio che il gas ristagnasse e costituisse una minaccia per gli attaccanti.
Inoltre si doveva attendere che il vento soffiasse direttamente od obliquamente verso il nemico, condizione non frequente, dato che la linea del fronte occidentale era orientata a sud-est durante la guerra di trincea e il vento spirava mediamente da ovest. Per questo motivo, le truppe alleate erano, nei combattimenti nelle Fiandre, spesso in vantaggio per le condizioni meteorologiche. Tuttavia soprattutto all'inizio della primavera il vento soffiava da nord-est, il che era un vantaggio per le truppe tedesche.
Si dovevano anche evitare il troppo calore e la forte insolazione, così come la pioggia, condizioni in cui il gas si sarebbe dissolto molto rapidamente. Il momento migliore per un attacco di gas con le bombole era la mattina presto, soprattutto in presenza di nebbia, o la sera dopo il tramonto.

### Condizioni del terreno
Il fatto che le Gastruppe tedesche effettuarono il maggior numero di attacchi con rilascio da bombole nelle Fiandre o nella Champagne, è dovuto al fatto che in quelle zone il terreno è pianeggiante e quasi privo di vegetazione. Nel caso di valli e scarpate profonde o colline ripide, la nube formata può dividersi o tornare indietro. Nei terreni coperti da vegetazione bassa (campi, vigneti, etc.) la nube di gas si divide: la parte inferiore viene fermata dalla vegetazione, mentre la parte superiore prosegue ma perde concentrazione. In un terreno boschivo, la nube di gas penetra nel bosco e si disperde molto velocemente, o viene deviata in un'altra direzione. I corsi d'acqua, a loro volta, possono fermare la nube di gas, e grandi masse d'acqua sono in grado di assorbirla.

#### Attacco con il gas

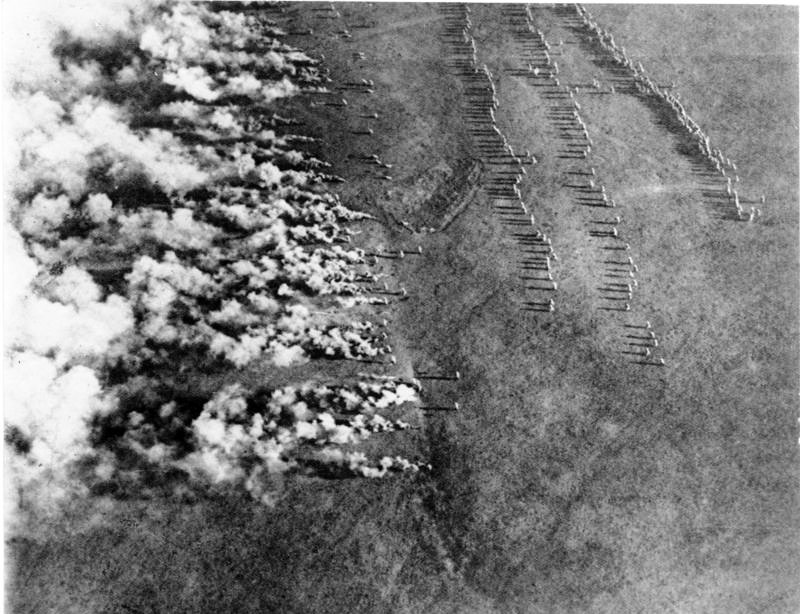
Vista aerea di un attacco con i gas emessi da bombole (1916)

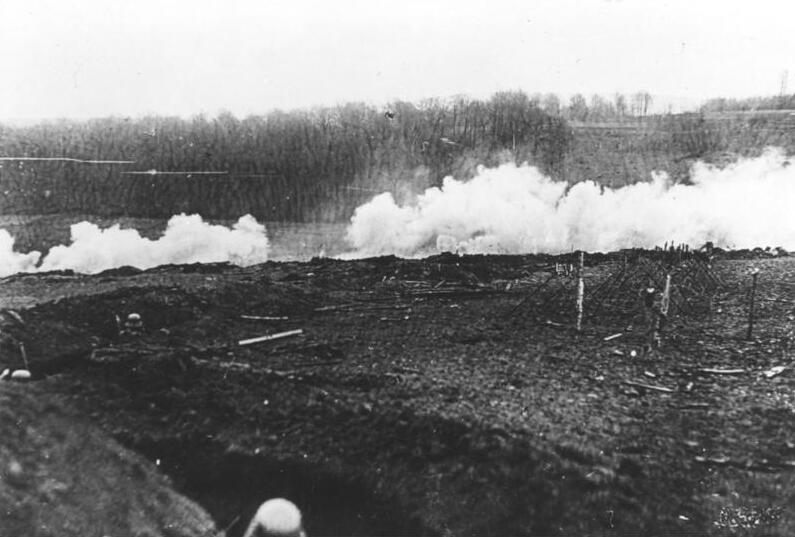
Nube di gas sulle trincee

Per un attacco effettuato dalle truppe tedesche con il rilascio del gas da bombole, veniva rispettata la seguente sequenza: «Una volta che è stato dato il comando per l'attacco, la fanteria viene ritirata, tranne che per un paio di mitragliatrici che proteggono i pionieri che si preparano per l'emissione del gas velenoso. Quindi i pionieri aprono le valvole delle bombole di cloro, che forma una nuvola. In condizioni climatiche ideali, la nube di gas risultante può estendersi per circa 30 km. Nel raggio di 15 km, è letale. Pochi minuti dopo l'emissione del gas, i soldati tedeschi avanzano dotati di maschere antigas e occupano gradualmente le trincee nemiche abbandonate». Questo tipo di tattica venne applicata dalle truppe tedesche, in particolare negli anni 1915 e 1916, con successo.
Basandosi sul lavoro di Fritz Haber e sua moglie Clara Immerwahr alla Società Kaiser Wilhelm di Berlino, la "Nernst-Duisberg-Kommission" (Commissione Nernst-Duisberg, istituita dall'alto comando tedesco nel settembre del 1914) fece aggiungere al cloro il fosgene. Dopo che i soldati tedeschi furono dotati di maschere antigas, grazie al lavoro di Richard Martin Willstätter, che li proteggeva contro cloro e fosgene, l'uso del fosgene divenne di routine in aggiunta al cloro senza grossi rischi per le truppe. Per la prima volta fu utilizzato nel gennaio del 1915 sul fronte orientale durante la Battaglia di Bolimów in Polonia e successivamente, alla fine di maggio del 1915, sul fronte occidentale contro i soldati francesi, dove a 240 tonnellate di gas di cloro era stato aggiunto circa il 5% di fosgene.

### Personale delleGastruppe
Il personale delle Gastruppe era composto principalmente da soldati e ufficiali formati sugli aspetti chimici e sanitari della guerra di gas. Comandante delle Gastruppe era il colonnello Max Peterson, il cui staff era inizialmente formato dal suo aiutante di campo Otto Lummitzsch, dal tenente D.R. Ludwig Hermann e da Fritz Haber. Come assistente tecnico, Haber aveva anche il suo assistente personale al Kaiser Wilhelm Institute di Berlino, Friedrich Kerschbaum. Peterson (successivamente il Pionier-Regiment Nr. 35 fu chiamato anche "Gasregiment Peterson“) fu successivamente promosso a maggior generale.
Fritz Haber, che in seguito fu promosso capitano medico, cercò, per quanto possibile, di inserire nel personale delle Gastruppe studiosi qualificati, soprattutto fisici e chimici, così come medici, farmacisti e meteorologi.  Tra gli scienziati anche i futuri premi Nobel Otto Hahn (Chimica 1944), James Franck (Fisica 1925) e Gustav Hertz (Fisica 1925) e altri noti studiosi di fisica, come Wilhelm Westphal (1882- 1978), Hans Geiger 1882- 1945) ed Erwin Madelung (1881- 1972).

### Struttura delleGastruppe
Le truppe speciali per la guerra chimica, denominate unità di disinfezione, per coprirne il vero ruolo, erano formate inizialmente da tre compagnie del genio, composte principalmente da studenti volontari. Furono addestrati nel campo di tiro di Wahn (Schießplatz Wahn) vicino a Colonia.
Dal 29 marzo 1915 le truppe speciali di Haber furono riorganizzate, sotto il comando del colonnello Max Peterson, in due battaglioni da tre compagnie ciascuno.  Dopo il primo attacco col gas, eseguito con successo durante la seconda battaglia di Ypres, il 22 aprile 1915, furono formati due reggimenti del genio, il cui compito era l'uso di gas tossici: il 27 aprile 1915 fu formato il Pionier-Regiment Nr. 35, all'inizio di maggio il Pionier-Regiment Nr. 36.
La sede delle Gastruppe fu il Gasplatz Breloh a nord di Munster nella Landa di Luneburgo.  Il Gasplatz Breloh era una vasta area per i test e un centro di formazione che venne ampliato senza sosta durante la guerra. Dal 1916, sul sito di 6.500 ettari furono costruiti tre impianti per la produzione di agenti chimici e per la produzione delle relative munizioni. Fino al 1918 vi fu prodotto, impiegando più di 6.000 persone (75 ufficiali, 677 sottufficiali e circa 5.775 altro personale), circa un quarto di tutte le munizioni chimiche dell'esercito tedesco. Furono condotti estesi esperimenti con varie sostanze chimiche e sistemi d'arma nei poligoni e nelle aree di test. Dopo l'armistizio le strutture del Gasplaz Breloh rimasero distrutte, il 24 ottobre 1919, dall'esplosione accidentale di un treno carico di munizioni convenzionali e chimiche che doveva trasportare le munizioni da smaltire in mare verso il Mare del Nord.
I Pionier-Regiment Nr. 35 e 36 erano composti ciascuno da due battaglioni su tre compagnie, più una compagnia per le scorte (materiali), una stazione meteorologica ed una stazione radio. Un attacco coi gas era condotto da batterie formate ognuna da venti bombole, ogni squadra installava la batteria nella trincea proteggendola dalle schegge e camuffandola per evitare la ricognizione aerea nemica. Per fare ciò il lavoro d'installazione delle bombole veniva condotto solo di notte. Per ogni chilometro di fronte, venivano installate 50 batterie per un totale 1.000 bombole che contenevano circa 20.000 kg di gas liquefatto. Un reggimento era in grado di montare un attacco su di un fronte di 12 chilometri in cinque notti.
Nel mese di agosto 1917, i Pionier-Regiment Nr. 35 e 36 furono sciolti e ri-formati come battaglioni indipendenti Pionierbataillon 35, 36, 37 e 38. Nell'ultimo anno di guerra la forza delle Gastruppe venne ampliata nel mese di febbraio con il Pionierbataillon 39, nel giugno 1918 furono formati i Pionierbataillon 94, 95 e 96, portando a otto le unità delle Gastruppe.
Nella primavera del 1916, le truppe tedesche utilizzarono fino a 500 tonnellate di sostanze chimiche e nella primavera del 1917 fino a 300 tonnellate.
Nel progredire della guerra di trincea, i combattimenti furono sempre più caratterizzati dall'uso delle armi chimiche. Perciò, furono aggiunti nuovi membri allo stato maggiore tedesco per consigliare lo stato maggiore e i comandanti subordinati sull'impiego delle nuove armi. Ad esempio presso il comando della 17. Armee, accanto al generale del genio venne distaccato, il 17 settembre 1918, un ufficiale del comando delle Gastruppe.

## Impiego operativo

### Emissione di gas a mezzo di bombole

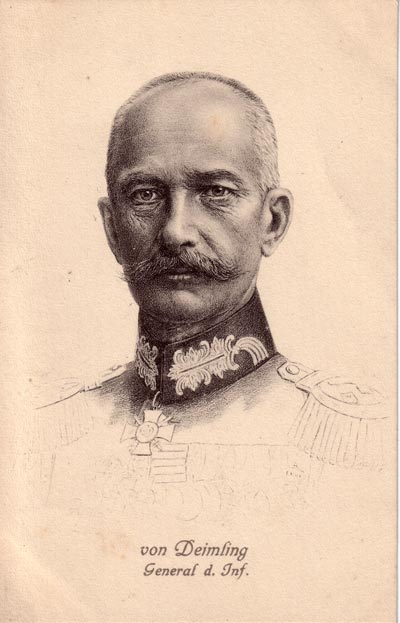
Berthold von Deimling

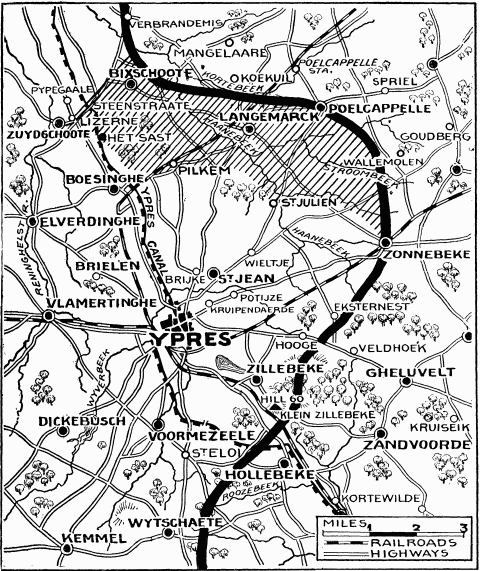
Mappa della seconda battaglia di Ypres, situazione al 30 aprile 1915 dopo l'utilizzo del gas

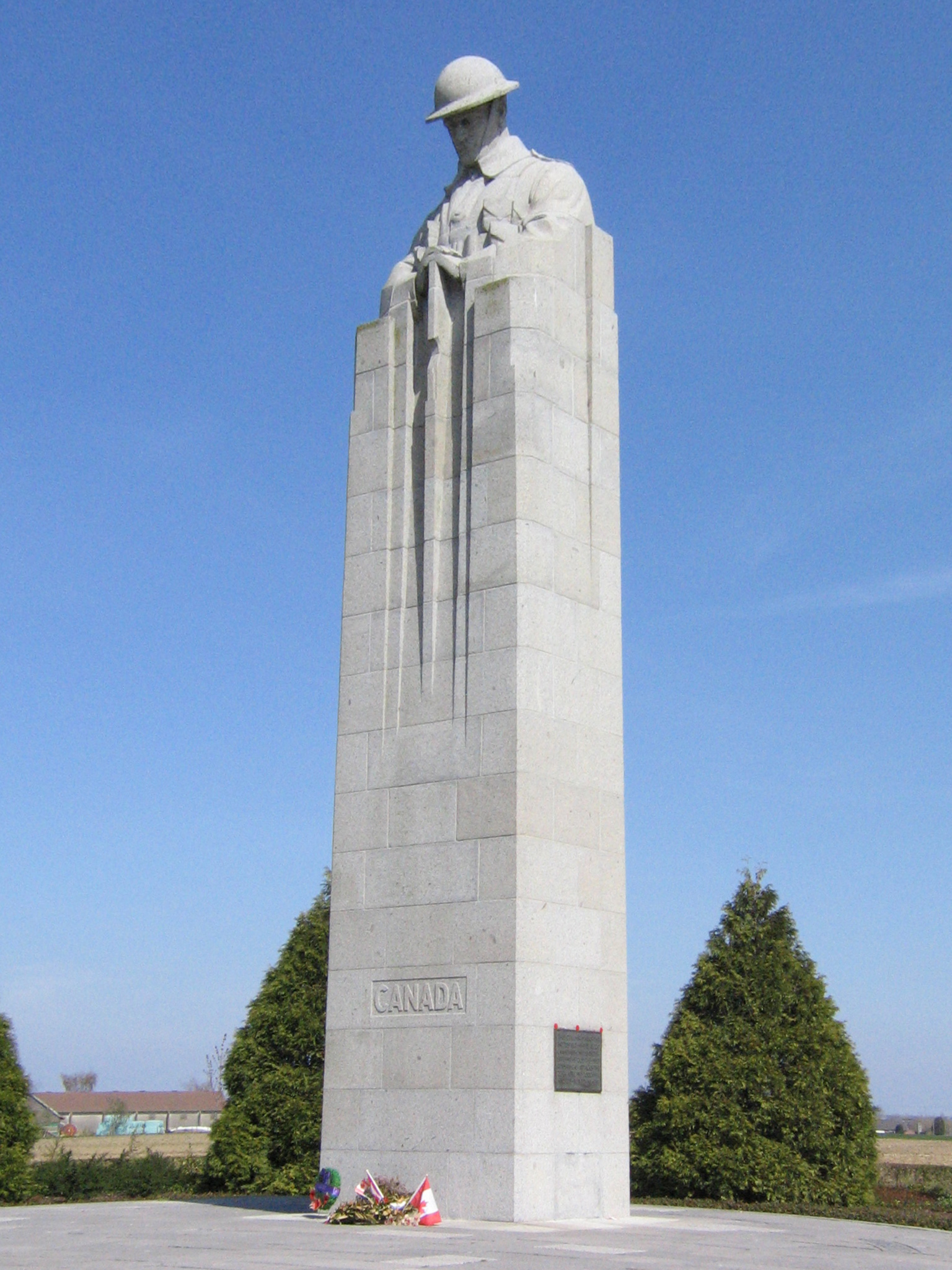
Saint Julien Memorial (1923) monumento ai caduti canadesi del 22 e 24 aprile 1915

Il primo impiego operativo delle Gastruppe fu durante la seconda battaglia di Ypres, il 22 aprile del 1915, ad est della città di Ypres. Il generale Erich von Falkenhayn ordinò un attacco limitato nel settore tenuto dalla 4. Armee (4ª armata tedesca) per provare l'efficacia della nuova arma. La conduzione dell'attacco fu affidata al comandante della quarta armata, Alberto di Württemberg nel settore Gheluvelt-Langemarck-Yser.
Il generale dello stato maggiore della quarta armata, il maggiore generale Emil Ilse (14 Marzo 1864; 14 aprile 1943), pianificò con il colonnello Peterson, comandante delle Gastruppe, l'utilizzo del gas. Il cloro liquefatto fu trasportato al fronte in 6.000 bombole da 40 kg ed in 24.000 bombole da 20 kg. L'installazione delle bombole fu ultimata il 10 marzo 1915   nell'area del fronte ritenuta ottimale per l'utilizzo del gas, individuata nella parte sud del saliente di Ypres, ma ,successivamente, fu cambiata con la parte nord del saliente, per problemi tecnici e per il fuoco di disturbo dell'artiglieria britannica che provocò la perdita di gas da alcune bombole, intossicando i soldati tedeschi che erano ancora privi di maschere antigas. Nella nuova sezione di fronte, le Gastruppe iniziarono ad espandere le trincee della linea più avanzata tra Bixschoote (Bikschote) ed Langemark per una lunghezza da sei ad otto chilometri per installare le bombole di cloro. L'officina di riempimento e la compagnia incaricata del servizio erano di stanza a Kortemark, dieci chilometri a nord.
I preparativi furono ultimati l'11 aprile 1915. Il 22 aprile, dopo l'ennesimo rinvio per l'inconsistenza della brezza al mattino, il gas venne rilasciato alle 18:00, ora di Berlino, nella brezza che spirava da nord-est all'ordine del generale Berthold von Deimling (generale comandante del XV. Armee-Korps). L'attacco durò da sei ad otto minuti. Ogni comandante delle batterie di bombole aprì le valvole all'ora designata, rilasciando una quantità totale di 150 tonnellate di cloro. Si formò una nube larga 6 km, e profonda 600–900 m,  che fu portata dal vento verso le truppe francesi e canadesi intorno al villaggio di Sint-Juliaan.
La fanteria tedesca, protetta da maschere antigas con filtri impregnati di tiosolfato di sodio e carbonato di sodio, poté avanzare in ranghi serrati senza incontrare resistenza. 35 minuti dopo che la nube di gas si era dispersa, i tedeschi erano avanzati di quattro chilometri senza sparare un colpo. Al tramonto si contarono 15.000 soldati francesi e canadesi intossicati, di cui 5.000 morti e altri 5.000 fatti prigionieri insieme a 60 cannoni abbandonati dalle truppe in fuga.
Durante la guerra, tra l'aprile del 1915 ed il settembre del 1917, furono condotti, dalle Gastruppe 50 attacchi per mezzo dei gas emessi da bombole, alcuni fallirono per l'incostanza del vento.  Dalla fine dell'aprile 1917 si utilizzarono prevalentemente proiettili di artiglieria, il Grünkreuz-1 (Croce Verde dal contrassegno che li identificava), che erano caricati con una miscela di proporzioni variabili di difosgène e cloropicrina. Con la diffusione delle maschere antigas ed il miglioramento della disciplina antigas tra le truppe alleate divenne impossibile condurre un attacco con il gas emesso da bombole che avesse pieno successo, gli ultimi vennero effettuati nell'estate del 1917.

### Proiettili caricati con agenti chimici

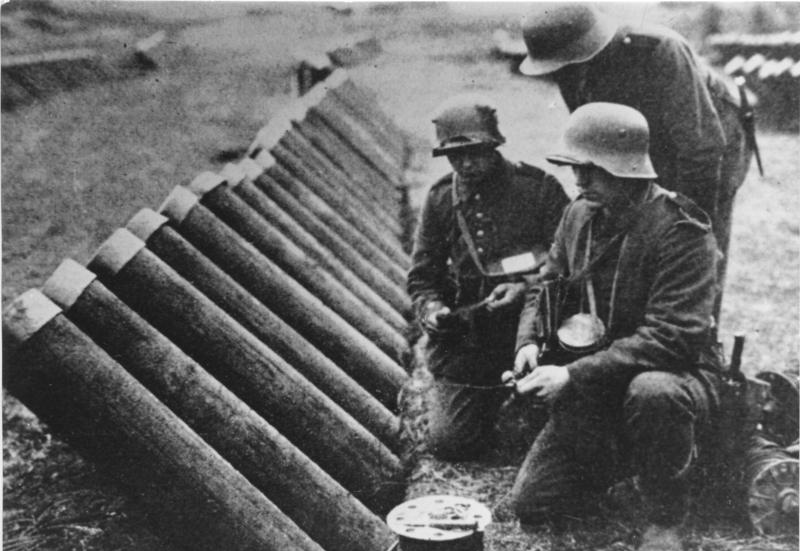
Mortai a comando elettrico tedeschi per il lancio di granate a gas, Gaswerfer

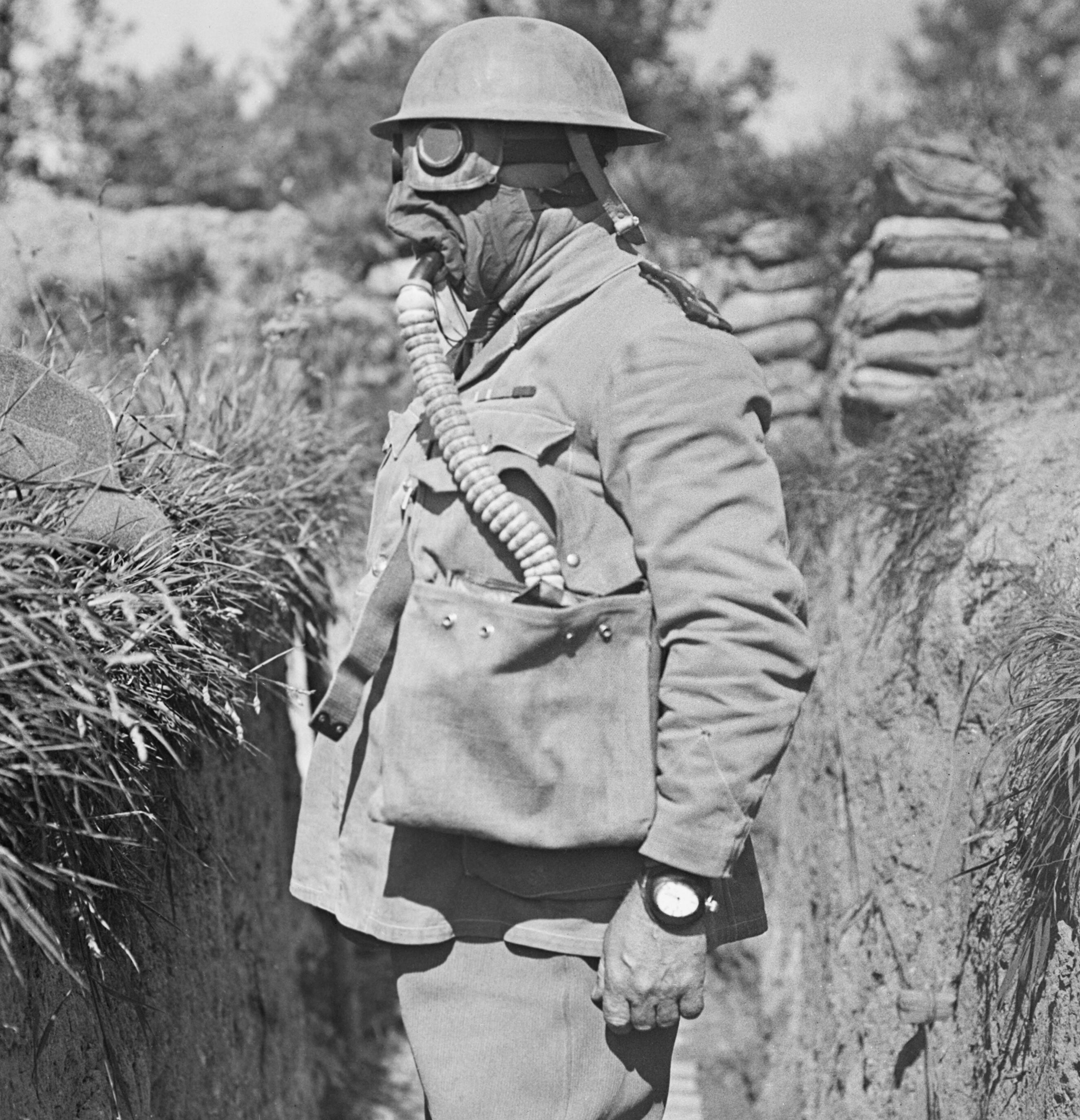
Un cappellano militare australiano indossa la "Large Box Respirator" nota anche come "Respiratory Tower, giugno 1916

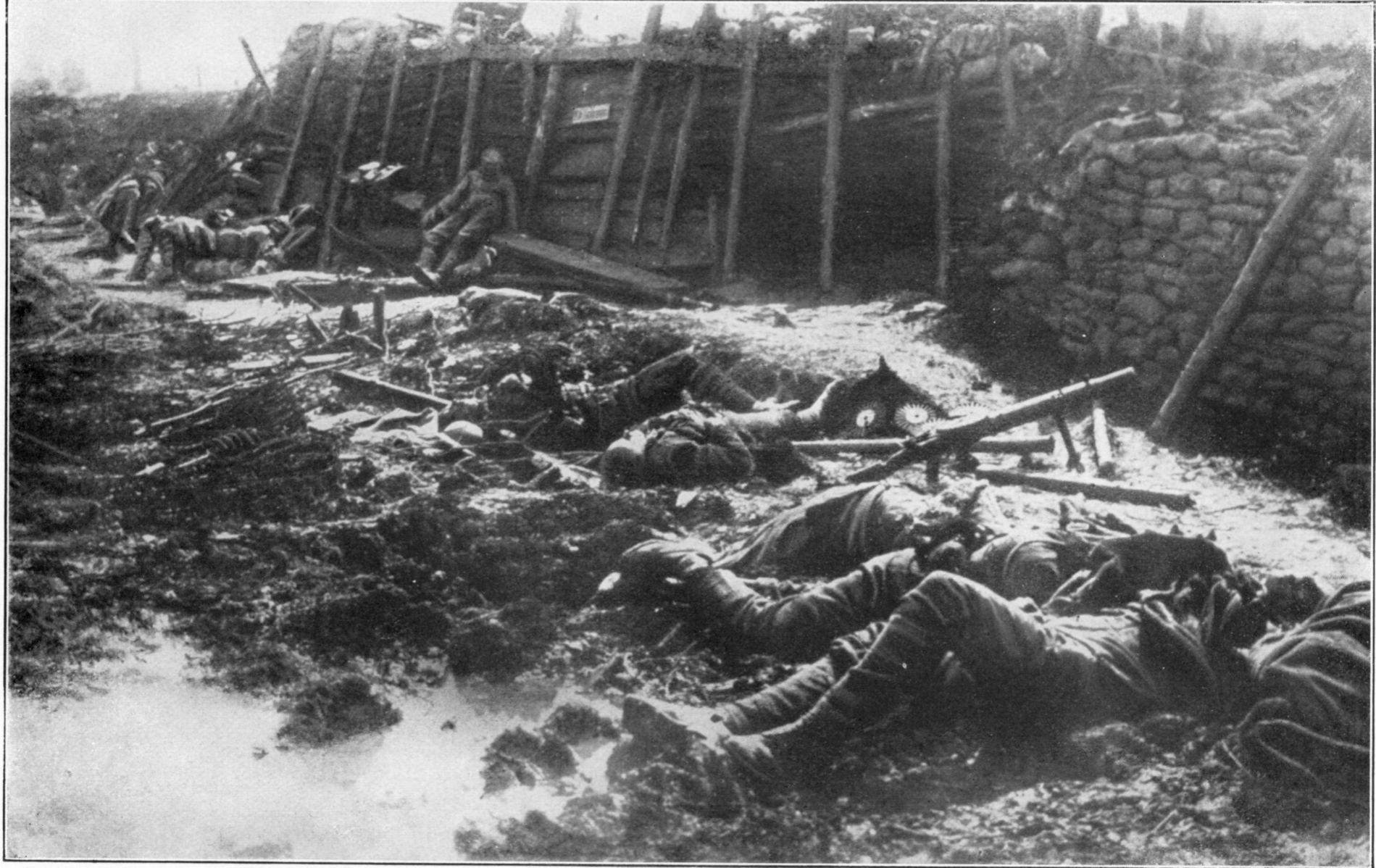
Cadaveri di soldati britannici dopo un attacco con i gas durante la battaglia di Fromelles nel luglio del 1916

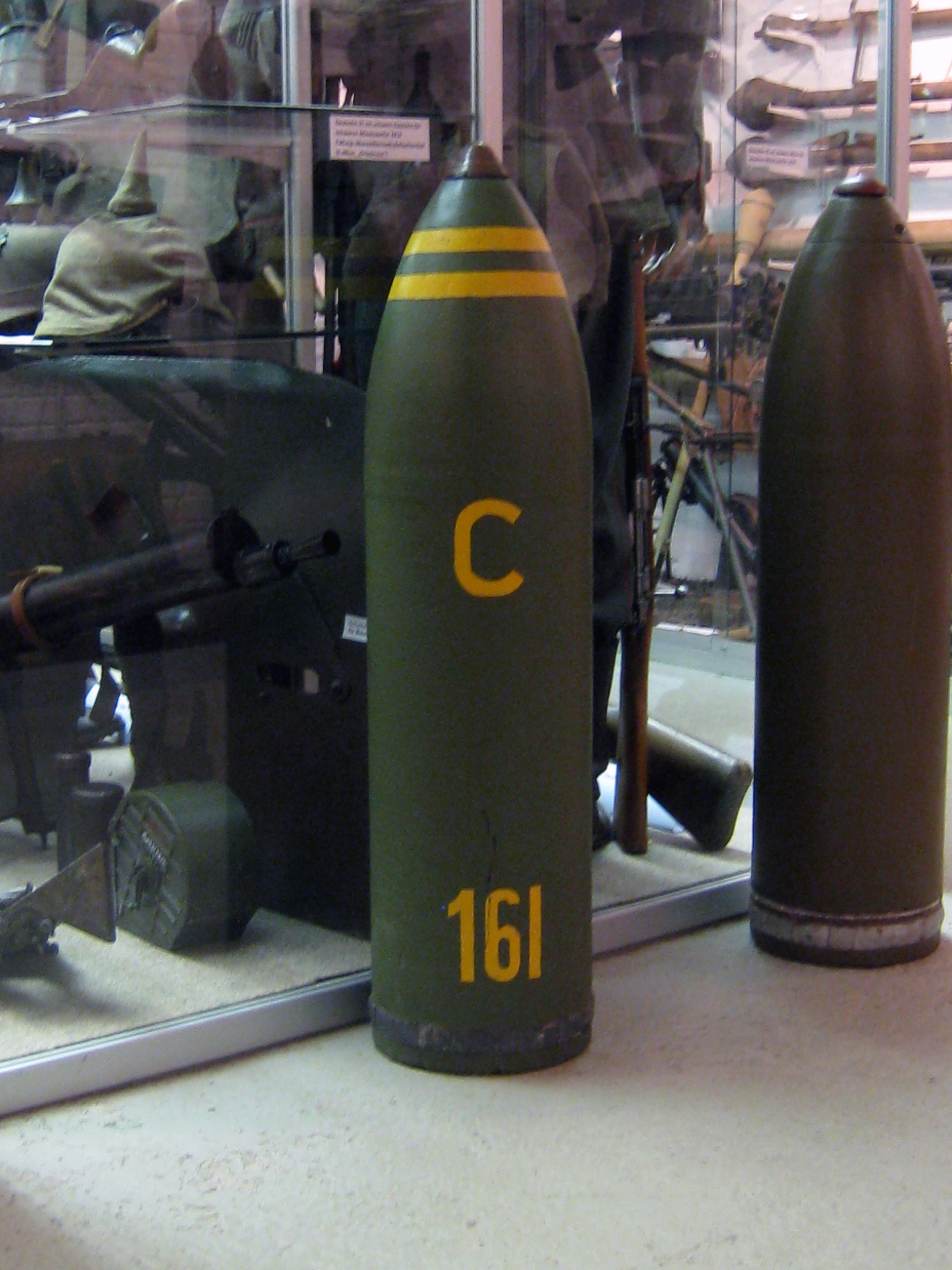
Proietto da mortaio, 250 mm Grünkreuz (Croce verde) caricato con il Difosgène

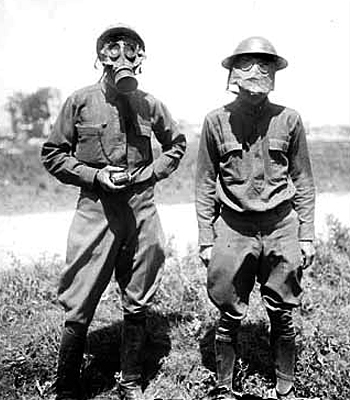
Soldati statunitensi indossano maschere antigas, 1917

L'utilizzo degli agenti chimici, finora limitato alle Gastruppe, fu esteso a tutta l'artiglieria tedesca, grazie all'introduzione di proietti di vario calibro caricati con agenti chimici, moltiplicando la frequenza e la quantità di aggressivi chimici utilizzati dall'esercito tedesco.
Il primo attacco, il 20 giugno 1915, di grandi proporzioni, circa 70t di bromuro di benzile, veicolato da più di 20.000 proietti da 150mm, fu messo in atto durante l'offensiva tedesca nelle Argonne nel settore del Bois de la Grurie.
Durante la battaglia di Verdun (21 Febbraio - 19 dicembre 1916), le truppe tedesche sostennero un'offensiva contro quelle francesi dal giugno all'ottobre 1916 verso Fleury, Thiaumont e sul crinale della côte de Froideterre. L'attacco del 23 giugno 1916, iniziò su di un fronte di tre chilometri, su cui era stato effettuato un prolungato bombardamento d'artiglieria, iniziato il 21 giugno. Nel bombardamento, in funzione di controbatteria, i tedeschi impiegarono migliaia di proietti caricati di difosgène -Grünkreuz (croce verde).
Il nuovo agente chimico in breve tempo superò la protezione offerta dalle maschere antigas allora in dotazione ai soldati francesi, esponendoli agli effetti letali del difosgène, molti fuggirono per salvarsi, mentre alcuni tennero la posizione fino alla morte. Dopo l'attacco con i gas fu ripreso il bombardamento convenzionale, che fu fermato la mattina del 23 giugno, quando la fanteria tedesca si lanciò all'assalto. In breve tempo, presero Fleury, incontrando una resistenza flebile. L'11 luglio, fu lanciato l'attacco contro il forte di Souville, St. Michel e Belleville.
Il bombardamento con i proietti carichi di difosgène non ebbe lo stesso successo del precedente, perché alle truppe francesi erano state fornite delle maschere antigas migliorate ed, inoltre, il vento portò il gas indietro verso le linee tedesche, causando intossicazioni e morti tra le truppe tedesche pronte per l'assalto.
Dalla metà del 1917, svilupparono e utilizzarono nuovi aggressivi chimici, che si aggiunsero a quelle già in uso, i Grünkreuz (croce verde), agenti soffocanti, i Rotkreuz (croce rossa) agenti irritanti e i Weißkreuz (croce bianca), agenti lacrimatori. Questi nuovi agenti erano denominati Blaukreuz (croce blu) che aveva effetti starnutatori ed emetici ed i Gelbkreuz (croce gialla) che aveva effetti vescicatori, agendo su l'intera cute e non più solo sulle vie respiratorie. I proietti Blaukreuz furono utilizzati la prima volta a Nieuwpoort in Belgio il 10-11 giugno 1917.
I proietti Blaukreuz (croce blu) furono poi utilizzati negli attacchi "Buntschiessen" (tiro colorato), introdotti dal colonnello Georg Bruchmüller, che consistevano nell'utilizzo dell'alternanza di agenti differenti, per superare le difese offerte dalle maschere antigas alleate. Questo tipo di attacco fu utilizzato, nell'offensiva di primavera, dal 21 marzo al 17 luglio 1918 nel nord della Francia. Dopo un breve, ma concentrato, bombardamento di proietti convenzionali e chimici, le Stoßtrupp venivano mandate all'assalto per sopprimere le rimanenti sacche di resistenza. Il "Buntschiessen" (tiro colorato) era suddiviso in due serie, la prima veniva effettuata con agenti starnutatori ed emetici (Blaukreuz) insieme a quelli soffocanti (Grünkreuz), con una percentuale del 30% di proietti esplosivi e del 70% chimici. La seconda serie era costituita solo da granate convenzionali.
I proietti vescicanti, a base di Iprite, Gelbkreuz (croce gialla), furono utilizzati per la prima volta la notte del 13 luglio 1917, poco dopo il primo utilizzo dei Blaukreuz (croce blu), a Ypres. Questo attacco fu sostenuto con circa 125 tonnellate di proietti all'iprite. Dato che i nuovi proietti avevano un effetto esplosivo molto basso e non formavano nuvole visibili di fumo come quelle prodotte dai proietti caricati di fosgene, le truppe anglo-francesi, ritennero che non ci fosse un immediato pericolo e non indossarono subito le maschere antigas.  Così si ebbero circa 2.000 intossicati e tra 50 ed 60 morti nelle file degli alleati. nel novembre del 1917 la foresta di Bourlon presso Cambrai fu contaminata con l'Iprite per impedirne l'accesso alle truppe alleate.

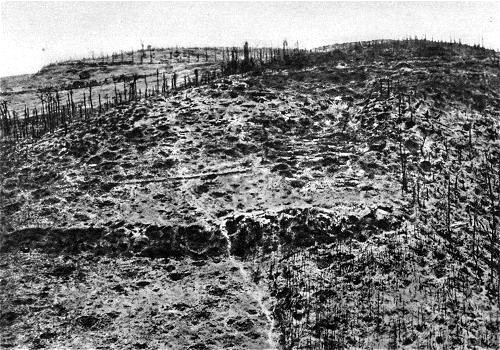
La collina di Kemmelberg dopo i combattimenti del 1918

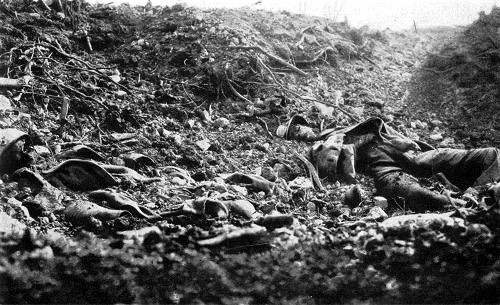
Soldati caduti sulla Kemmelberg

Con il crescere dell'impiego dei proietti caricati con agenti chimici da parte dell'artiglieria tedesca e l'introduzione di nuove, più efficaci, sostanze, le unità delle Gastruppe vennero, nell'estate del 1917, riorganizzate ed addestrate all'impiego delle nuove sostanze. Tra il luglio e la metà del settembre 1917, Il Pionier-Regiment Nr. 35 fu ritirato dal fronte occidentale, sposta a Machalt vicino a Reims, e riorganizzato insieme al Pionier-Regiment Nr. 36 nei nuovi Pionierbataillon 35, 36, 37 e 38. Dalla metà di settembre vennero condotto un nuovo addestramento all'uso dei nuovi gas ed i relativi equipaggiamenti presso Sedan.
Il Pionierbataillon 35 venne trasferito sul fronte italiano, sotto il comando della 22ª Divisione austro-ungarica (Schützen) (maggiore generale Müller)  in preparazione della battaglia di Caporetto, dove condusse un attacco condotto con i nuovi mortai a comando elettrico, lanciando 70.000 proietti Grünkreuz e Blaukreuz (croce verde e croce blu) nella conca di Plezzo.
L'utilizzo di proietti d'artiglieria e di mortai per colpire con armi chimiche il nemico, ne accrebbe di molto l'efficacia e la diffusione fino a che nel 1918, un terzo dei proietti d'artiglieria impiegati era caricato con agenti chimici. Secondo gli autori Harris e Paxman il 94% degli agenti chimici fu lanciato con proietti d'artiglieria. Un esempio della diffusione dei proietti d'artiglieria caricati con agenti chimici è la quarta battaglia di Ypres, combattuta fra il 9 ed il 29 aprile 1918, lo scontro iniziò con il bombardamento chimico preparatorio del 18 marzo, a cui seguì un intenso bombardamento, chimico e convenzionale, che durò dal 7 aprile fino al 9 aprile, quando la fanteria tedesca attaccò.
Per il 10 aprile, le truppe tedesche presero Armentières, Messines e Bailleul. Le truppe francesi fermarono l'avanzata tedesca alla collina di Kemmelberg il 19 aprile, il 25 aprile l'attacco tedesco riprese con un'intera notte di bombardamento chimico. Alle 6 del mattino del 25 aprile, le truppe dell'Alpenkorps presero il Kemmelberg, il 29 aprile 1918 l'offensiva tedesca si esaurì. Dopo il cessate il fuoco dell'11 novembre 1918, le truppe tedesche furono fatte rientrare in patria e le Gastruppe vennero smobilizzate nel dicembre 1918, insieme alle altre truppe di terra tedesche.

## Elenco delle operazioni (parziale)
La seguente tabella elenca alcune delle operazioni che sono state effettuate durante la prima guerra mondiale dalle truppe tedesche con agenti chimici.

### 1915
| Data          | Luogo dell'attacco             | Unità coinvolta                                         | Vittime                                                                                 | Tipo di attacco |
| ------------- | ------------------------------ | ------------------------------------------------------- | --------------------------------------------------------------------------------------- | --- |
| 22 aprile     | Fronte occidentale (1914-1918) | Gasregiment „Peterson“ (später Pionier-Regiment Nr. 35) | francesi canadesi                                                                       | Attacco con rilascio di nube di gas da bombole a Ypres fra Bikschote e Langemarck durante la seconda battaglia di Ypres, lanciate 150 t di cloro. |
| 24 aprile     | Fronte occidentale             | ?                                                       | truppe alleate (1st Canadian Division)                                                  | Attacco con rilascio di nube di gas da bombole a Ypres nei pressi di Sint-Juliaan. Il 24 maggio 5.000 soldati alleati perirono, nel saliente di Ypres, per il gas e per il bombardamento dell'artiglieria tedesca.. |
| 1 al 5 maggio | Fronte occidentale             | ?                                                       | truppe britanniche                                                                      | Attacco con rilascio di nube di gas da bombole a Ypres durante la Battaglia della collina 60 |
| 1 maggio      | Fronte occidentale             | Pionier-Regiment Nr. 35                                 | truppe britanniche 5th Infantry Brigade                                                 | Attacco con rilascio di nube di gas da bombole a Loos-en-Gohelle, Collina 60, l'elevata concentrazione della nube superò la protezione delle prime maschere britanniche a tampone umido. |
| 2 maggio      | Fronte occidentale             | ?                                                       | truppe britanniche                                                                      | Attacco con rilascio di nube di gas da bombole a Ypres , a nord di Ypres presso quella che veniva chiamata la Mouse Trap Farm (la fattoria trappola per topi) |
| 2 maggio      | Fronte orientale               | Pionier-Regiment Nr. 36                                 | Truppe russe, 14º divisione siberiana                                                   | Attacco con rilascio di nube di gas, tra Majdan e Zarkrzew, 1200 bombole per 240 t di cloro. 1.183 deceduti e oltre 10.000 gassati. |
| 5 maggio      | Fronte occidentale             | ?                                                       | truppe britanniche                                                                      | Attacco con rilascio di nube di gas da bombole a Loos-en-Gohelle |
| 6 maggio      | Fronte occidentale             | Pionier-Regiment Nr. 35                                 | truppe britanniche                                                                      | Attacco con rilascio di nube di gas da bombole a Loos-en-Gohelle , 557 gassati di cui 22 morti. |
| 10 maggio     | Fronte occidentale             | Pionier-Regiment Nr. 35                                 | truppe britanniche                                                                      | Attacco con rilascio di nube di gas da bombole a Loos-en-Gohelle 79 gassati di cui 2 morti. |
| 23-24 maggio  | Fronte occidentale             | 3. Kompanie/Pionier-Regiment Nr. 35                     | truppe alleate                                                                          | Attacco con rilascio di nube di gas da bombole ad est e sud-est di Ypres. La mattina del 24 maggio, alle 2:45, fu condotto un attacco combinato di artiglieria e gas di cloro sulle posizioni alleate lungo la Menin Road ed il Sanctuary Wood, l'attacco con i gas durò 4 (7 per altre fonti) ore e fu chiaramente avvertito nella città di Ypres. |
| 24 maggio     | Fronte occidentale             | Pionier-Regiment Nr. 35                                 | truppe britanniche                                                                      | Attacco con rilascio di nube di gas da bombole a Loos-en-Gohelle, 3.284 gassati fra cui si ebbero 53 morti. |
| 31 maggio     | Fronte Orientale               | ?                                                       | truppe russe                                                                            | Attacco con rilascio di nube di gas da bombole nei pressi del villaggio polacco di Bolimów sul fiume Bzura, fu utilizzata una miscela di cloro e, per la prima volta, circa il 5% di fosgene, rilasciando 240 t di gas. |
| 31 maggio     | Fronte occidentale             | ?                                                       | truppe francesi                                                                         | Attacco con rilascio di nube di gas da bombole a Ypres con il 95% di cloro ed il 5% di fosgene. |
| 12 giugno     | Fronte Orientale               | Pionier-Regiment Nr. 36                                 | truppe russe, 218º reggimento di fanteria e il 23º, 54º e 56º reggimento siberiano.     | Attacco con rilascio di nube di gas da bombole, tra Sucha e Zakrzew, cloro ed il 5% di fosgene. !.200 deceduti e 3.100 gassati, oltre a 350 soldati tedeschi gassati dal ritorno della nube. |
| 6 luglio      | Fronte Orientale               | Pionier-Regiment Nr. 36                                 | truppe russe, 218º ed il 220º reggimento fanteria ed il 21º e 22º reggimento siberiano. | Attacco con rilascio di nube di gas da bombole, cloro ed il 5% di fosgene, tra Wola Szydłowiecka e Zakrzew, circa 5.000 morti ed un numero molto maggiore di gassati. Il ritorno della nube inflisse gravi perdite agli attaccanti: 139 morti e 1.450 gassati. |
| 6 agosto      | Fronte Orientale               | ?                                                       | 226-го Землянского полка (226º reggimento Zemlyansky)                                   | Attacco con rilascio di nube di gas di cloro da bombole contro la Fortezza di Osowiec presso Osowiec-Twierdza. |
| 19 ottobre    | Fronte occidentale             | 3. Kompanie del Pionier-Regiment Nr. 35                 | 4e e 5e armée francesi                                                                  | Attacco con rilascio di 3 nubi di gas, a distanza di 20 minuti, da bombole dal villaggio di Pontfaverger verso il bosco di Pompelle presso la Marna fino a Heutrégiville per contrastare un attacco alleato. Primo utilizzo del fosgene, miscelato con il cloro, sul fronte occidentale. L'attacco fu condotto su di un fronte di 10 chilometri. La 3. Kompanie (3ª compagnia) fu aggregata, dalla metà di agosto del 1915 fino alla fine di maggio del 1916, alla 29. Infanterie-Division ad est di Reims. Ci furono 4300 soldati francesi gassati e 260 morti, tra i gassati ospedalizzatati la mortalità, dopo cinque giorni fu del 18%. |
| 27 ottobre    | Fronte occidentale             | 3. Kompanie/Pionier-Regiment Nr. 35                     | 225º fanteria e 7º cavalleria francesi                                                  | Attacco con rilascio di nube di gas da bombole presso Pontfaverger sulla Marna fino Heutrégiville, sempre in funzione difensiva, per contrastare un previsto assalto alleato. 700 gassati e poco più di 100 morti. |
| 29 ottobre    | Fronte occidentale             | 3. Kompanie/Pionier-Regiment Nr. 35                     | truppe francesi                                                                         | Attacco con rilascio di nube di gas da bombole presso Pontfaverger sulla Marna fino Heutrégiville, sempre in funzione difensiva, per contrastare un previsto assalto alleato. |
| 6 novembre    | Fronte occidentale             | 3. Kompanie/Pionier-Regiment Nr. 35                     | 34º reggimento fanteria territoriale francese                                           | Attacco, alle 17, con rilascio di tre nubi di gas da bombole, nell'arco di un'ora, su 4,5 km di fronte, Forges - Béthincourt. 387 gassati e 57 morti. |
| 26 novembre   | Fronte occidentale             | 3. Kompanie/Pionier-Regiment Nr. 35                     | truppe alleate                                                                          | Attacco con rilascio di nube di gas da bombole presso Montfaucon |
| 19 dicembre   | Fronte occidentale             | Pionier-Regiment Nr. 36                                 | truppe britanniche                                                                      | Attacco condotto a nord-est di Ypres. Su di un fronte compreso tra Boesinghe, Pilckem e Verlorenhoek, utilizzando 180 t di una miscela cloro-fosgene. Dopo l'attacco con rilascio di nube di gas da bombole seguì un bombardamento d'artiglieria con proietti chimici. Viene considerato, da autori britannici, il primo attacco tedesco effettuato con il fosgene. Perdite britanniche:1600 gassati e 100 morti. |

### 1916
| data                         | Luogo dell'attacco | Unità coinvolta                     | Vittime                       | Tipo di attacco |
| ---------------------------- | ------------------ | ----------------------------------- | ----------------------------- | --- |
| gennaio                      | Fronte occidentale | 3. Kompanie/Pionier-Regiment Nr. 35 | truppe alleate                | Attacco con rilascio di nube di gas da bombole presso Péronne nella Somme. |
| 21 febbraio                  | Fronte occidentale | 3. Kompanie/Pionier-Regiment Nr. 35 | truppe alleate                | Attacco con rilascio di nube di gas da bombole presso Liancourt. |
| 27. aprile                   | Fronte occidentale | Pionier-Regiment Nr. 36             | truppe britanniche            | Attacco con rilascio di nube di gas da bombole a Hulluch, a nord di Loos-en-Gohelle, miscela di cloro-fosgene, utilizzando 3.800 bombole. |
| 29. aprile                   | Fronte occidentale | Pionier-Regiment Nr. 36             | truppe britanniche            | Attacco con rilascio di nube di gas da bombole a Hulluch a nord di Loos-en-Gohelle, miscela di cloro-fosgene. Durante l'attacco, il vento cambiò direzione, colpendo i soldati tedeschi che ebbero 1.500 perdite, tra morti e feriti. |
| 30 aprile                    | Fronte occidentale | ?                                   | truppe britanniche            | Attacco con rilascio di nube di gas da bombole a Heuvelland (nei pressi di Ypres). Su di un fronte di 3,2 km, furono aperte 3.000 bombole e 2.000 bombole più piccole tra le località di La Petit Douve e Spanbroekmolen verso Wulverghem, la nube di gas, una miscela di cloro e fosgene, raggiunse la cittadina francese di Bailleul – . 512 gassati di cui 95 morti.        |
| 19 maggio                    | Fronte occidentale | 3. Kompanie/Pionier-Regiment Nr. 35 | truppe francesi               | Attacco con rilascio di nube di gas da bombole a Saint-Souplet nella Somme. L'installazione delle bombole era cominciata all'inizio del marzo del 1916. |
| 16 e 17 giugno               | Fronte occidentale | ?                                   | truppe britanniche            | Attacco con rilascio di nube di gas da bombole a Heuvelland presso Ypres con una miscela di cloro-fosgene. L'attacco fu una ripetizione di quello del 30 aprile, sul fronte compreso tra la località La Petit Douve e Spanbroekmolen contro le truppe britanniche intorno a Wulverghem. 95 decessi e 559 gassati.                                                              |
| 22 e 23 giugno               | Fronte occidentale | ?                                   | truppe francesi               | Attacco chimico veicolato da proietti d'artiglieria durante la battaglia di Verdun tra il Fort de Souville ed il Fort de Tavannes, vennero utilizzate, per la prima volta, le granate Grünkreuz caricate con il Difosgène. Nella notte del 23 giugno 1916, in sole sei ore di bombardamento, furono lanciate 110.000 proietti chimici intorno al villaggio francese di Fleury. |
| 2 luglio                     | Fronte Orientale   | 3. Kompanie/Pionier-Regiment Nr. 35 | truppe russe                  | Attacco con rilascio di nube di gas da bombole a Smarhon (Bulgaria) durante la Offensiva Brusilov a est della linea Smarhon–Baranavičy (Russia Bianca). |
| 28 luglio fino al 4 novembre | Fronte Orientale   | Pionier-Regiment Nr. 36             | truppe russe                  | Attacco con rilascio di nube di gas da bombole ai Kowel (dal 28 luglio 1916 fino al 4 novembre 1916) durante l'Offensiva Brusilov. Il Pionierregiment 36 fu temporaneamente assegnato alla 121. Division della 10. Armee. |
| 2 agosto                     | Fronte Orientale   | 3. Kompanie/Pionier-Regiment Nr. 35 | truppe russe                  | Attacco con rilascio di nube di gas da bombole a Smarhon (Bulgaria) durante la Offensiva Brusilov a est della linea Smarhon–Baranavičy . |
| 8 agosto                     | Fronte occidentale |                                     | Truppe britanniche e canadesi | Attacco con rilascio di nube di gas, miscela di cloro e fosgene nel settore di Sint-Jan, 978 gassati di cui 372 morti. |
| 3 settembre                  | Fronte Orientale   | 3. Kompanie/Pionier-Regiment Nr. 35 | truppe russe                  | Attacco con rilascio di nube di gas da bombole contro le posizioni russe lungo il fiume Schtschara presso Baranavičy, durante la Offensiva Brusilov a est della linea Smarhon–Baranavičy . |
| 6 ottobre                    | Fronte Orientale   | 3. Kompanie/Pionier-Regiment Nr. 35 | truppe russe                  | Attacco con rilascio di nube di gas da bombole contro le posizioni russe lungo il fiume Schtschara presso Baranavičy, durante la Offensiva Brusilov a est della linea Smarhon–Baranavičy . |
| 28 novembre                  | Fronte Orientale   | 3. Kompanie/Pionier-Regiment Nr. 35 | truppe russe                  | Attacco con rilascio di nube di gas da bombole contro le posizioni russe lungo il fiume Schtschara presso Baranavičy, durante la Offensiva Brusilov a est della linea Smarhon–Baranavičy . |

### 1917
| data                            | Luogo dell'attacco | Unità coinvolta                     | Vittime                                               | Tipo di attacco |
| ------------------------------- | ------------------ | ----------------------------------- | ----------------------------------------------------- | --- |
| 31 gennaio                      | Fronte occidentale | 3. Kompanie/Pionier-Regiment Nr. 35 | truppe francesi, 2062 gassati di cui 531 morti        | Attacco diurno con rilascio di nube di gas da bombole, miscela di cloro e fosgene a Époye sulla Marna. Questa azione a nord di Reims faceva parte delle operazioni tedesche su Verdun e sull'Aisne. |
| 7 aprile                        | Fronte occidentale | 3. Kompanie/Pionier-Regiment Nr. 35 | truppe alleate                                        | Attacco con rilascio di nube di gas da bombole a Thiaucourt. Questa operazione a sud-ovest di Metz, nord-est di Reims faceva parte delle operazioni tedesche su Verdun e sull'Aisne. |
| 10 e 11 giugno                  | Fronte occidentale | ?                                   | truppe alleate                                        | Attacco su Nieuwpoort, primo utilizzo dei proietti Blaukreuz (croce blu: agenti starnutatori-emetici) |
| 1 luglio                        | Fronte occidentale | 3. Kompanie/Pionier-Regiment Nr. 35 | truppe alleate                                        | Attacco con rilascio di nube di gas da bombole a Thiaucourt. Questa operazione a sud-ovest di Metz, nord-est di Reims faceva parte delle operazioni tedesche su Verdun e sull'Aisne. |
| 12 e 13 luglio                  | Fronte occidentale | ?                                   | truppe britanniche                                    | Attacco contro il saliente di Ypres, primo utilizzo dei proietti Gelbkreuz (croce gialla: agenti vescicatori, Iprite), circa 125 t di Iprite vennero utilizzate. |
| 24 ottobre                      | Fronte Italiano    | Pionier-Bataillon 35                | truppe italiane L'87º Reggimento della brigata Friuli | Battaglia di Caporetto: Attacco condotto con i mortai multipli a comando elettrico, nella conca di Plezzo, con i nuovi agenti Cloroarsina e Difosgène. L'attacco fu preparato dal Pionier-Bataillon 35 distaccato presso la k.u.k. 22. Schützen-Division,. La preparazione iniziò il 16 ottobre, con l'installazione di 894 tubi di lancio su di un fronte di 700m. Il trasporto delle 1.000 granate caricate con gli agenti chimici ed le altrettante granate convenzionali (nel caso in cui le condizioni atmosferiche favorevoli non si realizzassero) vide l'impiego di 1.200 uomini per quattro notti, a cui si aggiunsero altri 811 da un'altra divisione. Dalle 4 stazioni meteorologiche installate, la sera del 23, si riscontrò la quasi assenza del vento, così i tubi vennero caricati. Alle 2:05 venne dato l'ordine di lancio. Alcuni proietti esplosero prematuramente gasando 7 genieri. |
| 28 novembre                     | Fronte occidentale | ?                                   | truppe alleate                                        | Attacco con granate Gelbkreuz (Iprite) nel bosco di Bourlon presso Cambrai per impedirne l'attraversamento al nemico. |
| notte tra il 5 ed il 6 dicembre | Fronte occidentale | 3. Kompanie/Pionier-Bataillon 35    | 56e divisione di fanteria francese                    | Attacco condotto con i mortai multipli a comando elettrico con cloropicrina e fosgene a sud di Dieuze in appoggio dell'avanzata della Bay. 1. Landwehr-Division (1 divisione territoriale bavarese). Un centinaio di asfissiati tra i francesi. |
| 11 dicembre                     | Fronte occidentale | ?                                   | truppe britanniche                                    | Attacco condotto con i mortai multipli alle 00:25 a comando elettrico, gaswerfer da 180 mm caricati con fosgene, nel settore Givency - Cambrin. |
| 28 dicembre                     | Fronte occidentale | 3. Kompanie/Pionier-Bataillon 35    | truppe alleate                                        | Attacco condotto con i mortai multipli a comando elettrico a sud di Dieuze in appoggio dell'avanzata della 48. Landwehr-Division (sud di Leintrey). |

### 1918
| data           | Luogo dell'attacco | Unità coinvolta                                               | Vittime                      | Tipo di attacco |
| -------------- | ------------------ | ------------------------------------------------------------- | ---------------------------- | --- |
| 26 gennaio     | Fronte occidentale | 3. Kompanie/Pionier-Bataillon 35                              | truppe alleate               | Attacco condotto con i mortai multipli a comando elettrico in appoggio dell'avanzata della Bay. 4. Infanterie-Division a sud di Thiaucourt . |
| 15 febbraio    | Fronte occidentale | 3. Kompanie/Pionier-Bataillon 35                              | truppe alleate               | Attacco condotto con i mortai multipli a comando elettrico in appoggio dell'avanzata della Bay. 4. Infanterie-Division a sud di Thiaucourt . |
| 22 febbraio    | Fronte occidentale | 3. Kompanie/Pionier-Bataillon 35                              | truppe alleate               | Attacco condotto con i mortai multipli a comando elettrico in appoggio dell'avanzata della 78. Reserve-Division a sud-ovest di Thiaucourt. |
| 1 marzo        | Fronte occidentale | 3. Kompanie/Pionier-Bataillon 35                              | truppe alleate               | Attacco condotto con i mortai multipli a comando elettrico in appoggio dell'avanzata della 78. Reserve-Division a sud-ovest di Thiaucourt. |
| 10 da 13 marzo | Fronte occidentale | ?                                                             | truppe alleate               | Attacco a Cambrai (France) con proietti all'iprite. In quattro giorni furono lanciati 150.000 proietti sulle posizioni degli Alleati, di questi 20.000 furono lanciati in sole 15 ore su Armentières, dove "l'iprite scorreva per le strade come la pioggia" (vedi op. cit. Harris e Paxman, 2002.). Nelle settimane seguenti l'attacco, gli ospedali alleati dovettero trattare 20.069 soldati feriti, con l'inquinamento dell'area che paralizzava la logistica. |
| 21 marzo       | Fronte occidentale | 3. Kompanie/Pionier-Bataillon 35 ed un altro Pionierbataillon | truppe alleate               | Attacco condotto con i mortai multipli a comando elettrico a Gauchy. L'attacco partì dalla linea Hindenburg a San Quintino all'inizio dell'offensiva di primavera. |
| 6 aprile       | Fronte occidentale | 3. Kompanie/Pionier-Bataillon 35                              | truppe alleate               | Attacco condotto con i mortai multipli a comando elettrico sui sobborghi di Chauny. L'attacco partì dalla linea Hindenburg a San Quintino all'inizio dell'offensiva di primavera. |
| 2 maggio       | Fronte occidentale | 3. Kompanie/Pionier-Bataillon 35                              | truppe alleate               | Attacco condotto con i mortai multipli a comando elettrico a Courcy in concomitanza con l'offensiva su Reims. |
| 27 maggio      | Fronte occidentale | 3. Kompanie/Pionier-Bataillon 35                              | truppe francesi e portoghesi | Attacco condotto con 3.719 mortai multipli a comando elettrico sul canale tra l'Aisne e la Marna in concomitanza con l'offensiva su Reims. |
| 18 giugno      | Fronte occidentale | 3. Kompanie/Pionier-Bataillon 35                              | truppe alleate               | Attacco condotto con i mortai multipli a comando elettrico a Reims. |
| 15 settembre   | Fronte occidentale | 3. Kompanie/Pionier-Bataillon 35                              | truppe alleate               | Attacco condotto con i mortai multipli a comando elettrico su Diksmuide. |
| 17 settembre   | Fronte occidentale | 3. Kompanie/Pionier-Bataillon 35                              | truppe alleate               | Attacco condotto con i mortai multipli a comando elettrico su Diksmuide. |